# Kalinowski's agoeti
De Kalinowski's agoeti (Dasyprocta kalinowskii) is een zoogdier uit de familie van de agoeti's en acouchy's (Dasyproctidae). De wetenschappelijke naam van de soort werd voor het eerst geldig gepubliceerd door Thomas in 1897.

## Voorkomen
De soort komt voor in Peru.